# 27341 Fabiomuzzi
27341 Fabiomuzzi è un asteroide della fascia principale. Scoperto nel 2000, presenta un'orbita caratterizzata da un semiasse maggiore pari a 2,5736771 au e da un'eccentricità di 0,0374005, inclinata di 15,13855° rispetto all'eclittica.
L'asteroide è dedicato all'astronomo amatoriale italiano Fabio Muzzi.